# Resolució 1049 del Consell de Seguretat de les Nacions Unides
La Resolució 1049 del Consell de Seguretat de les Nacions Unides fou adoptada per unanimitat el 5 de març de 1996. Després de reafirmar la Resolució 1040 (1996) pel que fa a Burundi, el Consell va demanar acabar amb la violència al país i discutir les preparacions per una conferència sobre la seguretat en la regió dels Grans Llacs d'Àfrica.
La resolució va començar donant la benvinguda als esforços del president Sylvestre Ntibantunganya i del Primer Ministre de Burundi Antoine Nduwayo per calmar la situació al país. El Consell ha estat constituït pel genocidi de Ruanda i la violència i incitació a l'odi ètnic per les estacions de ràdio. Es va observar que la Comissió d'Investigació, establerta a la Resolució 1012 (1995), va informar a les Nacions Unides que la seguretat no era suficient. Tots els interessats en Burundi haurien de fer esforços per desactivar la crisi i promoure el diàleg.
El Consell de Seguretat va condemnar la violència contra civils, refugiats i personal d'assistència humanitària i els assassinats de funcionaris governamentals a Burundi. Tots els implicats en Burundi havien d'abstenir-se de violència o incitació a practicar-la o intentar derrocar el govern de forma inconstitucional. En canvi, es va instar a que es duguessin a terme negociacions serioses. El Secretari General Boutros Boutros-Ghali va demanar un informe sobre la possible creació d'una estació de ràdio per promoure la reconciliació i el diàleg. Es va demanar la cooperació internacional pel que fa a l'assistència humanitària i la reforma militar i judicial a Burundi.
Es va recordar a Burundi la seva responsabilitat de proporcionar seguretat a la Comissió d'Investigació i de cooperar amb totes les parts. Es va demanar a l'Organització de la Unitat Africana que augmentés la mida de la seva missió d'observació al país. Mentrestant es va demanar al secretari general que demanés accelerar els preparatius per convocar una conferència regional sobre la pau, la seguretat i el desenvolupament a la regió dels Grans Llacs i posteriorment se li va demanar que informés al Consell abans de l'1 de maig de 1996 sobre la situació a Burundi i dels avenços en la implementació de la resolució actual.